# Sex Affairs
Sex Affairs è il primo album in studio del gruppo eurodance tedesco E-Rotic, pubblicato nel 1995.

## Tracce
1. Max Don't Have Sex with Your Ex — 3:29
2. Big Max — 4:20
3. Sex Me — 3:58
4. Come on Make Love to Me — 3:26
5. Fred Come to Bed — 3:56
6. Wild Love — 3:58
7. Sex on the Phone — 3:54
8. Falling for a Witch — 3:45
9. Take My Love — 4:57
10. Final Heartbreak — 3:45
11. Max Don't Have Sex with Your Ex (Remix) — 6:12
12. Fred Come to Bed (Remix) — 5:45